# Весёлая Балка (Захарьевский район)
Весёлая Балка (укр. Весела Балка) — село в Затишанской поселковой общине Раздельнянского района Одесской области Украины. До 2020 года входило в состав ликвидированного Захарьевского района.
Население по переписи 2001 года составляло 179 человек. Почтовый индекс — 66741. Телефонный код — 4860. Занимает площадь 0,46 км². Код КОАТУУ — 5125255403.

## Местный совет
66740, Одесская обл., Захарьевский р-н, пгт Затишье, ул. Суворова, 34